# Jan Adolph Budde

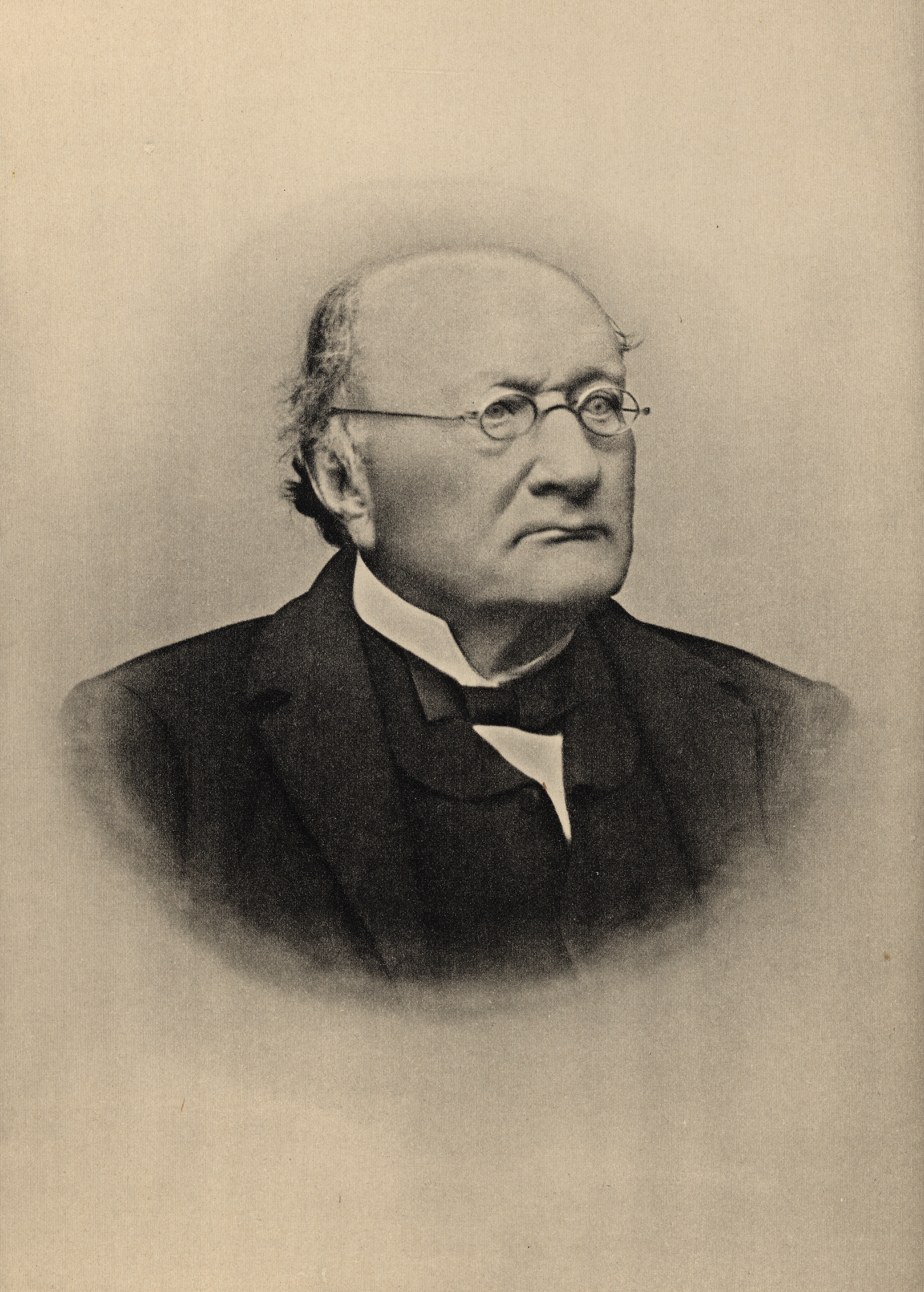
Jan Adolph Budde (1811 - 1906)

Jan Adolph Budde, född 1811, död 1906, var en norsk agronom och lantbruksskoleföreståndare.
Budde blev teologie kandidat 1834, avlade 1837 praktisk teologisk examen, och företog därefter en resa till England, Frankrike, Tyskland och Danmark, under vilken han bedrev jordbruksstudier. 1841 blev han föreståndare vid Kapervik lærerskole och köpte därefter gården Austraat, där han under 32 år verkade som föreståndare för Stavanger amts lantbruksskola.
Budde blev genom sin teoretiska och praktiska lärarverksamhet en av det norska jordbruket främsta föregångsmän. Han åstad bland annat en fullständig omläggning av Jærens jordbruk och var en av deförsta som införde nationell skogsplantering i större skala i denna landsdel.  